# Hydroptila tomah
Hydroptila tomah är en nattsländeart som beskrevs av Harris och Huryn 2000. Hydroptila tomah ingår i släktet Hydroptila och familjen smånattsländor. Inga underarter finns listade i Catalogue of Life.